# Forever and for Always
Forever and for Always è un singolo della cantante canadese Shania Twain, pubblicato nel 2003 ed estratto dall'album Up!.

## Video musicale
Il video musicale è stato diretto da Paul Boyd e girato in Nuova Zelanda.

## Tracce
- CD (UK Parte 1)

1. Forever And For Always (Edit) - 4:10
2. Man! I Feel Like A Woman! (Live) - 3:58
3. Don't Be Stupid (Live) - 3:58
4. Enhanced: Forever And For Always - Music Video

- CD (UK Parte 2)

1. Forever And For Always (Edit) - 4:10
2. That Don't Impress Me Much (Live) - 3:47
3. Come On Over (Live) - 3:00
4. Enhanced: Forever And For Always (Original Red Version) - Music Video